# Московски канал
Московски канал (рус. Канал имени Москвы) је канал који спаја реку Москву са главном превозном артеријом европског дела Русије - реком Волгом.
Налази се у Московској области и Тверској области, северно од Москве. Градитељи овог канала су били гулашки затвореници за време Стаљинове власти.
Почиње узводно од бране вештачког језера Ивнково код града Дубне и спаја се с реком Москвом на 191.-ом километру од њеног естуара у Тушину.
Дужина канала је 128 km. Захваљујући овом каналу, Москва има излаз на пет мора, Белом мору, Балтичком мору, Каспијском мору, Азовском мору и Црном мору. Из овог разлога се Москва каткад назива „луком пет мора“ (рус. порт пяти морей).